# José Toribo Medina

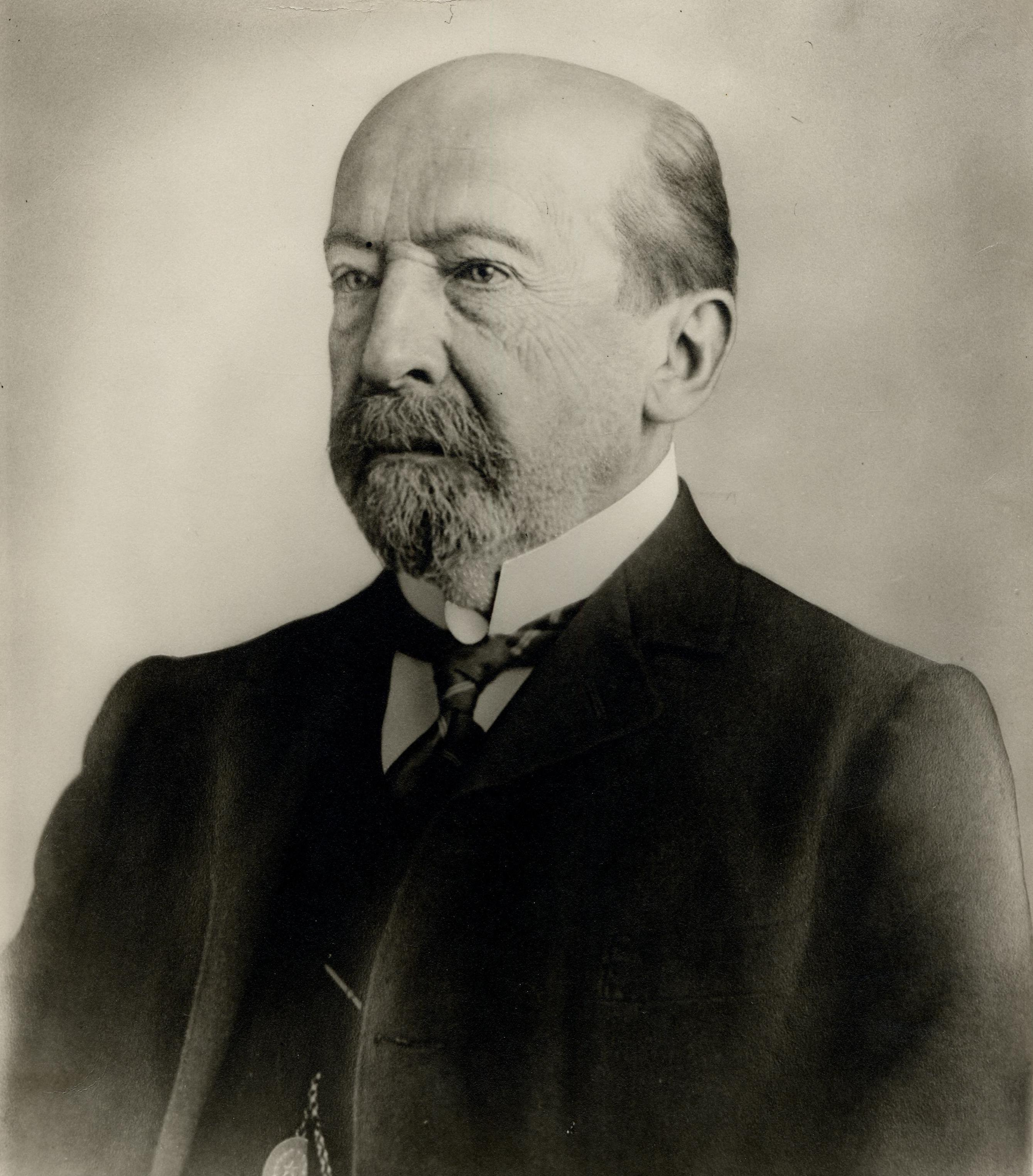
Medina

José Toribio Medina Zavala (Santiago, 21 de outubro de 1852—11 de dezembro de 1930) foi um advogado, bibliógrafo, investigador, historiador, lexicógrafo chileno, sendo o maior coletor de fontes para o estudo da história do Chile.

## Estudo exaustivo de Fernão de Magalhães
Em 1920, o historiador chileno publicou um estudo abrangente de Magalhães contendo uma quantidade impressionante de informações biográficas, uma análise detalhada do início e desenvolvimento da viagem de circunavegação e uma quantidade notável de informações sobre as tripulações da Armada das Molucas. Continha uma lista inestimável de fontes documentais e uma bibliografia excelente. O título desta obra é El Descubrimiento del Oceano Pacifico: Vasco Nuñez, Balboa, Hernando de Magallanes e Sus Compañeros. Nas palavras de Tim Joyner, "Qualquer estudo sério de Magalhães e sua empresa deve incluir este produto informativo da exaustiva pesquisa arquivística de Medina."
Além disso, Medina produziu as bibliografias mais completas já possíveis de livros impressos em Lima, México e Manila, e uma série de memórias e outros escritos menores. Nenhum outro homem prestou o mesmo serviço à história literária e bibliografia das colônias espanholas. Medina foi designada "Humanista das Américas" pelos membros da União Pan-Americana.

## Trabalhos adicionais
Ele foi reconhecido como autor, editor e tradutor de aproximadamente 282 títulos (livros, panfletos e artigos). Se forem incluídas obras adicionais como reedições, seções de livros, pré-impressões e reimpressões de obras completas ou parciais, bem como estudos póstumos, o número total de publicações ultrapassa 350.
Alguns de seus livros publicados de 1882 a 1927 consistem em:
- 1882: Los Aborigenes de Chile. Santiago de Chile: Imprenta Gutenberg.
- 1887: Historia del Tribunal del Santo Oficio de la inquisición de Lima (1569-1820). Santiago [de Chile: Imprenta Gutenberg.
- 1904: La imprenta en La Habana (1707-1810). Santiago de Chile: Imprenta Elzeviriana.
- 1904: La imprenta en Lima (1584-1824). Santiago de Chile: Impreso y grabado en casa del autor.
- 1904: La imprenta en Cartagena de las Indias (1809-1820): Notas bibliográficas. Santiago de Chile: Imprenta Elzeviriana.
- 1904: La imprenta en Manila desde sus origenes hasta 1810. Santiago de Chile: Impreso y grabado en casa del autor.
- 1904: La imprenta en en [sic] Quito (1760-1818): Notas bibliográficas. Santiago de Chile: Imprenta Elzeviriana.
- 1906: Diccionario biográfico colonial de Chile. Santiago de Chile: Impr. Elzeviriana.
- 1908: El veneciano Sebastián Caboto: Al servicio de España y especialmente de su proyectado viaje á las Molucas por el Estrecho de Magallanes y al reconocimiento de la costa del continente hasta la gobernación de Pedrarias Dávila. Santiago de Chile: Impr. y encuadernación universitaria.
- 1908: Los restos indígenas de Pichilemu. Santiago de Chile: Imprenta Cervantes.
- 1910: La imprenta en Guatemala (1660-1821). Santiago de Chile: Impreso en casa del autor.
- 1913: El descubrimiento del Océano pacífico: Vasco Núñez de Balboa, Hernando de Magallanes y sus compañeros. Santiago de Chile: Imprenta universitaria.
- 1923: La literatura femenina en Chile: (notas bibliográficas y en parte críticas). Santiago de Chile: Imprenta universitaria.
- 1927: En defensa de siete voces chilenas registradas en el Diccionario de la Real Academia Española y cuya supresión se solicita por un autor nacional. Santiago de Chile: Editorial Nascimento.